# Mass Effect 3
Mass Effect 3 este un joc dezvoltat de BioWare Edmonton. Jocul aparține unor genuri multiple. Printre aceste genuri putem enumera jocul de rol și acțiune. Mass Effect 3 este un joc parte a unei serii de jocuri. Această serie se intitulează Mass Effect. În prezent pe lângă acest joc, seria cuprinde și jocuri precum Mass Effect, Mass Effect 2 și Mass Effect Galaxy.Jocurile Mass Effect și Mass Effect 2 au fost lansate pe diferite platforme. Printre platformele respectiv putem enumera console precum XBox 360 creată de Microsoft sau PlayStation 3 creată de Sony dar și pe PC pe sistemul de operare Microsoft Windows dar și pe platforma de jocuri Wii U.  Spre deosebire de cele două, Mass Effect Galaxy nu este dedicat consolelor sau joacei pe calculator, în schimb el este destinat telefoanelor mobile precum iPhone.  Deoarece este destinat telefoanelor precum iPhone a fost lansat pe platforma iOs. iOs și iPhone au fost alese ca principala platformă mobilă din diverse motive. Unul dintre principalele motive este folosirea în masă a acestui telefon dezvoltat de Apple. Dacă ar fi să numerotăm al câtelea joc este Mass Effect 3 în ordinea jocurilor apărute din serie, am observa că acesta este al patrulea la număr. În cadrul acestei numerotări am pus la numărat și jocul pentru iPhone intitulat Mass Effect Galaxy.
La fel ca și în celelalte jocuri din serie mai exact Mass Effect și Mass Effect 2 în Mass Effect 3 jucătorul ia rolul Comandantului Shepard. Comandantul Shepard este personajul principal în Mass Effect, Mass Effect 2 și Mass Effect 3. Spre deosebire de aceste jocuri în care Comandantul Shepard apare, în cazul lui Mass Effect Galaxy, acesta nu apare și nici nu e menționat. Jocul Mass Effect Galaxy are ca personaje principale unii din camarazii comandantului. În jocurile precedente lui Mass Effect 3, mai exact Mass Effect și Mass Effect 2, în care apare Comandantul Shepard utilizatorii puteau să folosească un sistem special de salvare a progresului efectuat până într-un anumit punct. O dată ajunși la finalul fiecărui joc, fișierele ce conțineau salvările le permiteau jucătorilor să transfere deciziile făcute în jocurile precedente în care Comandantul Shepard apărea în acele jocuri din serie mai recent apărute decât cel jucat la momentul respectiv. Un bun exemplu pentru cum funcționează acest sistem poate fi următorul. Presupunând că un jucător termina Mass Effect de jucat. Ținând cont de faptul că seria are și elemente ce aparțin jocurilor de rol, jucătorul avea și niște deczii de făcut. Aceste decizii afectau modul în care se desfășura jocul. Jucători într-un anumit punct din timp terminau de jucat jocul. Aceasta însemna deci că nu mai aveau ce salva. Ajunse în acest punct al finalului jocului, salvările aveau în baza lor toate informațiile necesare legate de deciziile majore pe care jucătorul le-a făcut ce puteau influența evenimente din poveste ce aparțineau jocurilor mai recente.Dezvoltatorii soft de la BioWare care au creat jocul, s-au gândit că ar fi bine să adauge o astfel de funcție, pentru o mai bună cursivitate a poveștii.
Povestea principală a jocului Mass Effect 3 este încercarea stopării unei invazii extraterestre asupra galaxiei de către o civilizație extragalactică antică necunoscută până în perioada desfășurării evenimentelor din povestea jocului.

## Mecanica, regulile și modul de jucat al jocului
La început seria Mass Effect a conținut numeroase elemente caracteristice jocurilor de rol. Printre aceste elemente putem enumera un inventar, abilitatea de a lua decizii individuale și capacitatea de a ataca inamicii într-un stil specific jocurilor de acțiune. Inventarele în majoritatea jocurilor de rol sunt esențiale și sunt practic ca o bază de date. Această bază de date conține toate obiectele strânse de către jucător până într-un anumit punct. La fel ca în majoritatea jocurilor de rol inventarul din Mass Effect avea și o limită maximă a numărului de obiecte ce puteau intra în acesta. Astfel, în inventar, jucătorul trebuia să se hotărască de care obiecte are nevoie și de care nu. Pe lângă inventar, probabil una dintre cele mai importante caracteristici ale jocului este abilitatea jucătorului de a face decizii în locul personajului principal și anume Comandantul Shepard. Aceste decizii aduc răsturnări de situații importante pe parcursul jocului.

## Desfășurarea poveștii
„“Where you see a means to destroy, I see a way to control--to dominate and harness the Reapers' power. Imagine how strong humanity would be if we controlled them.”(unde toți voi ceilalți vedeți un mod de a distruge, eu văd o posibilitate de dominare și control a puterii Reapărilor. Imaginează-ți cât de puternică ar deveni omenirea dacă i-am putea controla pe aceștia)””—Illusive Man, Mass Effect 3

Sosirea flotei civilizației Reapăriilor în forță pe Pământ. Planeta nativă a omenirii este un punct cheie în succesul invaziei lor.

În seria Mass Effect, omul ajunge să fie o civilizație mult superioară față de cea actuală. Acestui fapt ii se datorează anumite ruine găsite pe Marte de către diverși arheologi. Ruinele aparțineau unei civilizații de mult dispărute numită Prothean. Tehnologia descoperită pe Marte le-a permis oamenilor să creeze dispozitive de deplasare mai repede ca lumina. Folosind aceste dispozitive, omenirea a putut crea nave spațiale ce păreau imposibil de dezvoltat până atunci.Acești proteheeni despre care am vorbit, se credea că au creat și releurile de masă descoperite mai târziu de către oameni. Releurile erau niște dispozitive sofisticate ce permiteau unei nave stelare deplasarea rapidă în orice alt punct din galaxie. Acestea se întindeau pe tot teritoriul galaxiei. Releurile erau interconectate între ele exact ca într-o rețea. Astfel când o navă intra într-un releu aceasta ajungea la capătul altuia din cadrul acestei complexe rețele. Majoritatea navelor puteau controla pe care dintre releuri să iasă. De fapt conceptul releurilor era chiar acesta, și anume permiterea transportării controlate la distanțe mari într-un timp foarte scurt. O dată ce omenirea a descoperit primul releu acesta ia permis și călătoria la distanțe mari într-un mod rapid. Astfel omenirea ia contact prima dată cu o civilizație extraterestră. După acestea în anii ce urmează face diverse alianțe și descoperă și alte specii pe lângă cea găsită atunci. În viziunea altor specii, umanitatea parea că evoluează rapid. Ca urmare a acestei evoluții, aceștia ajungeau mai devreme sau mai târziu să ocupe diverse posturi importante. Printre aceste posturi se enumerau și cele de conducere, sau lideri de cercetare din domeniul anumitor științe precum fizică, chimie sau altele. Existau însă și specii care credeau ca oamenii nu au ce să caute în spațiu sau că li se ofere drepturi atât de repede.

## Coloana sonoră a jocului
Primele două jocuri și anume Mass Effect și Mass Effect 2 au avut ca autori ai coloanei sonore pe Jack Wall și Sam Hulick. Cei doi, Jack și Sam, respectiv, nu au mai fost lăsați de către BioWare să creeze și pentru Mass Effect 3 coloana sonoră. Există chiar și un mesaj pe Twitter publicat de către Jack Wall care preciza în perioada când Mass Effect 3 era încă în pre-producție că nu va mai participa la coloana sonoră a acestui joc. Unii dintre fanii jocului s-au simțit fustrați de cele auzite, dând vina pe Electronic Arts pentru faptul ca Wall nu a putut compune coloana sonoră și pentru Mass Effect 3.În locul lui Sam și Jack, s-a apelat la compozitorul de renume mondial Clint Mansel. După o anumită perioadă de timp, în faza de dezvoltare a jocului cei de la Electronic Arts și BioWare au decis să îi reatribuie lui Sam Hulick rolul de compozitor la coloana sonoră a jocului. Deși Hulick a avut succes în a-și recăpăta poziția, Wall nu a mai avut această șansă. O dată repus în funcție, Hulick a colaborat cu Mansell la coloana sonoră a jocului. În piesele lor se observă clar diferențe de stil. Stilul abordat de către Mansell este de obicei unul clasic. Mansell folosește în piesele sale instrumente ce se folosesc în cadrul simfoniilor precum vioară, pian, talere și mai puțin instrumente moderne precum sintetizatorul. În cazul lui Hulick lucrurile se schimbă. Hulick preferă mai mult adăugarea de sintetizatoare în muzica sa sau nenaturale. Mansell adaugă o perspectivă nouă muzicală asupra seriei. Diferențele de stil dintre cei doi se pot evidenția ușor. După cum am  precizat mai sus stilul clasic al lui Mansell se poate observa în piese precum An End Once And For All, Leaving Earth dar și altele.